# Masato Kurogi
Masato Kurogi (født 24. oktober 1989) er en japansk fodboldspiller, som spiller for den japanske fodboldklub V-Varen Nagasaki.